# Raimond Scheirich
Raimond Scheirich (* 21. März 1990 in Timișoara, Rumänien) ist ein deutscher Politiker (AfD). Seit 2025 ist er Mitglied des Deutschen Bundestages.

## Leben
Scheirich wurde in Rumänien geboren und kam im Alter von einem Jahr mit seinen Eltern nach Deutschland. Er legte sein Abitur am Jakob-Fugger-Gymnasium in Augsburg ab und leistete anschließend seinen Grundwehrdienst bei der Luftwaffe.
Er absolvierte einen Bachelor of Science der Geowissenschaften an der TU/LMU München und einen Master of Science der Ingenieurökologie an der TU München.
Er war Wissenschaftlicher Mitarbeiter an der TU München und am Helmholtz Zentrum München und Vertriebsingenieur bei einem Analytik-Dienstleister.

## Politischer Werdegang

### Mitarbeit im Landtag, Engagement in der AfD, Stadtrat
Scheirich war Fraktionsreferent bei der AfD-Fraktion im Bayerischen Landtag. Er ist stellvertretender Vorsitzender Kreisverband Augsburg Stadt, stellvertretender Bezirksvorsitzender Schwaben, Sprecher des Landesfachausschusses 7 für Umwelt, Verbraucherschutz und Landwirtschaft sowie Mitglied der Landesprogrammkommission. Des Weiteren ist er Fraktionsvorsitzender der AfD in der Stadtratsfraktion Augsburg.

### Deutscher Bundestag
Bei der vorgezogenen Bundestagswahl am 23. Februar 2025 zog Scheirich über Listenplatz 14 der AfD Bayern in den 21. Deutschen Bundestag ein. Dort ist er Mitglied im Ausschuss für Wirtschaft und Energie sowie stellvertretend im Ausschuss für Umwelt, Klimaschutz, Naturschutz und nukleare Sicherheit sowie im Ausschuss für Angelegenheiten der Europäischen Union.
Im Juni 2025 stellte Scheirich eine Anfrage zu den häufigsten Vornamen von Bürgergeldempfängern an das Arbeitsministerium. Hierbei stellte sich heraus, dass die häufigsten Vornamen typisch deutsche Männernamen sind: Michael, Andreas, Thomas (Plätze 1–3).